# District XVIII van Boedapest
District XVIII of Pestszentlőrinc en Pestszentimre is een district aan de oostkant van Boedapest.

## Wijken

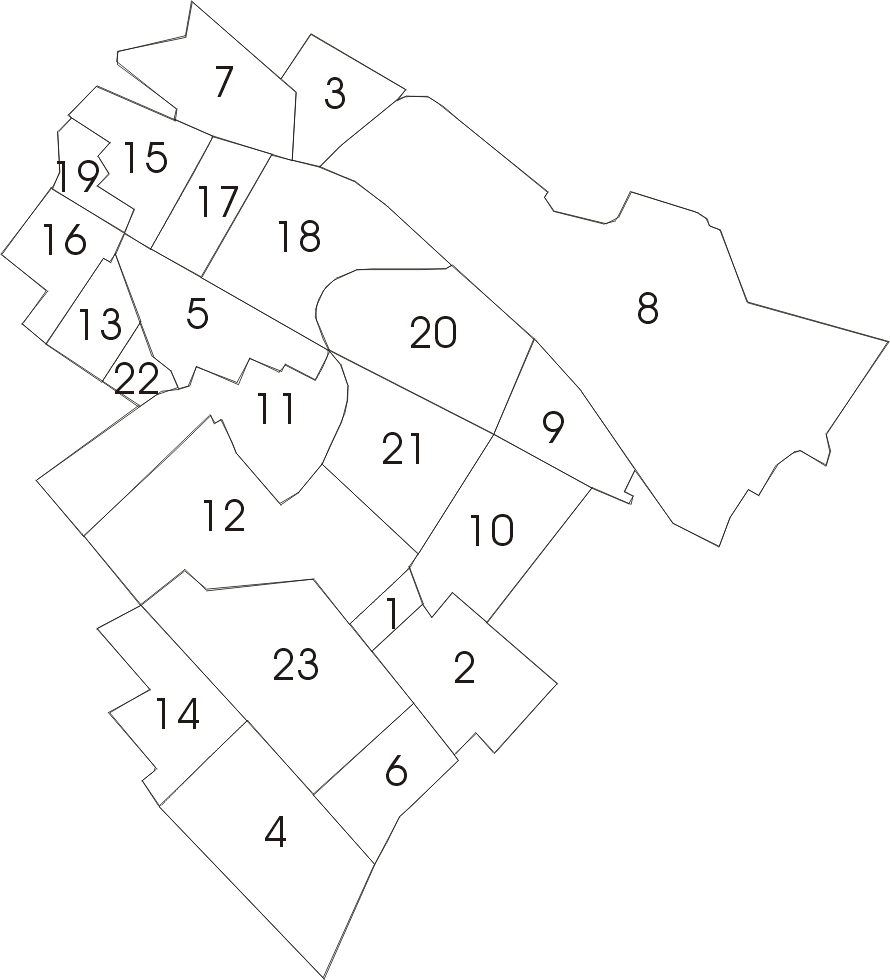

| szám | Naam                   | Dichtheid (2001) | Inwoners |
| ---- | ---------------------- | ---------------- | -------- |
| 1    | Alacskai úti lakótelep | 2083             | 803      |
| 2    | Almáskert              | -                | -        |
| 3    | Bélatelep              | 1285             | 498      |
| 4    | Belsőmajor             | 1687             | 566      |
| 5    | Bókaytelep             | 5093             | 2164     |
| 6    | Erdőskert              | 1972             | 761      |
| 7    | Erzsébettelep          | 3565             | 1461     |
| 8    | Ferihegy               | 706              | 270      |
| 9    | Ganztelep              | 3745             | 1481     |
| 10   | Ganzkertváros          | 2906             | 1073     |
| 11   | Gloriett-telep         | 6951             | 2715     |
| 12   | Halmierdő              | 41               | 19       |
| 13   | Havannatelep           | 17 377           | 6444     |
| 14   | Kossuth Ferenc-telep   | 4334             | 1546     |
| 15   | Lakatos-lakótelep      | 6730             | 3455     |
| 16   | Liptáktelep            | 3242             | 1256     |
| 17   | Lónyaytelep            | 2501             | 1036     |
| 18   | Miklóstelep            | 3064             | 1198     |
| 19   | Rendessytelep          | 1763             | 771      |
| 20   | Szemeretelep           | 7405             | 2952     |
| 21   | Szent Imre-kertváros   | 5471             | 2076     |
| 22   | Szent Lőrinc-telep     | 4310             | 2152     |
| 23   | Újpéteritelep          | 10 162           | 3648     |

## Geschiedenis
Het district werd op 1 januari 1950 opgericht.

## Bezienswaardigheden

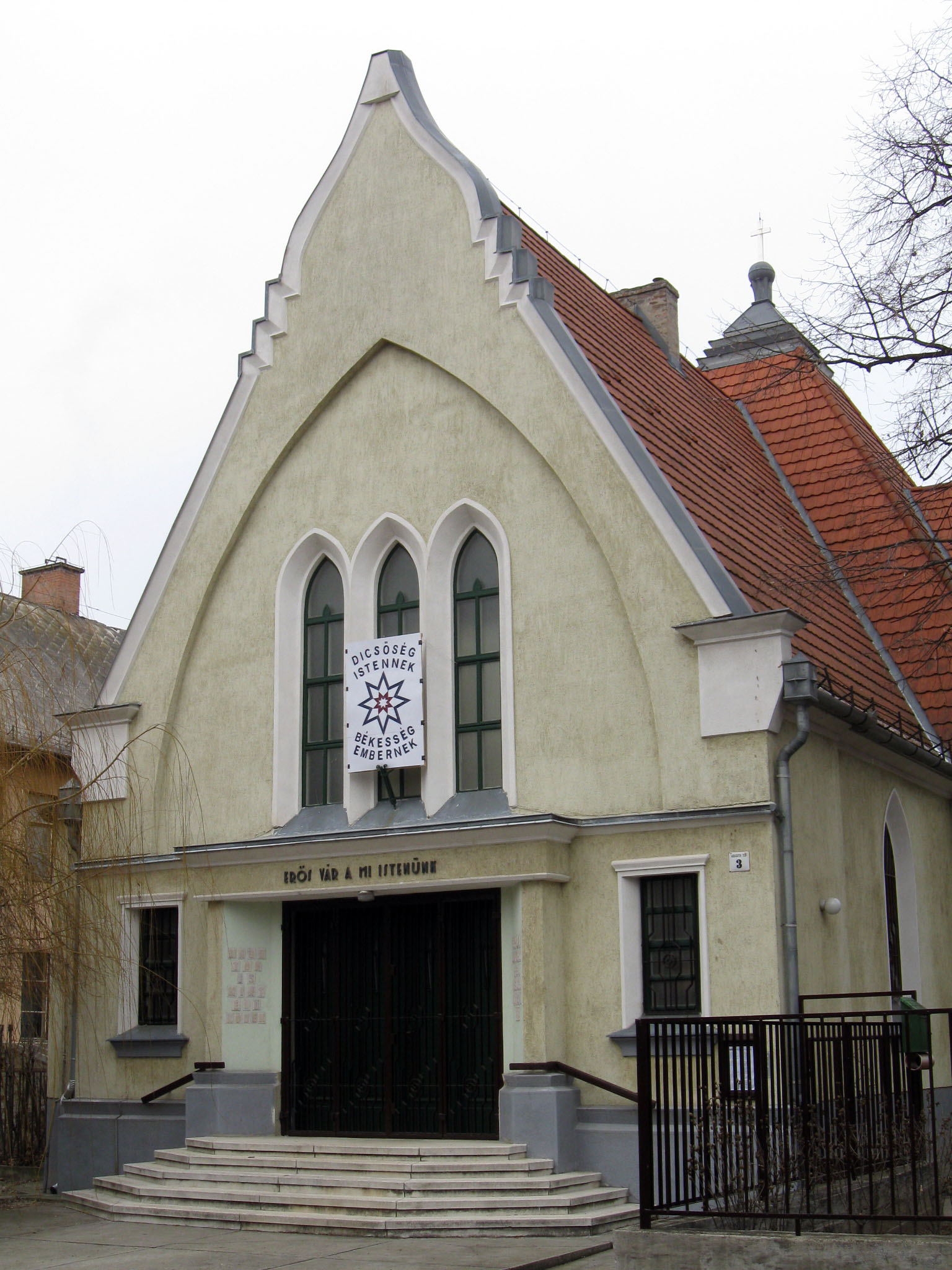
Evangélikus templom, Kossuth tér 3.
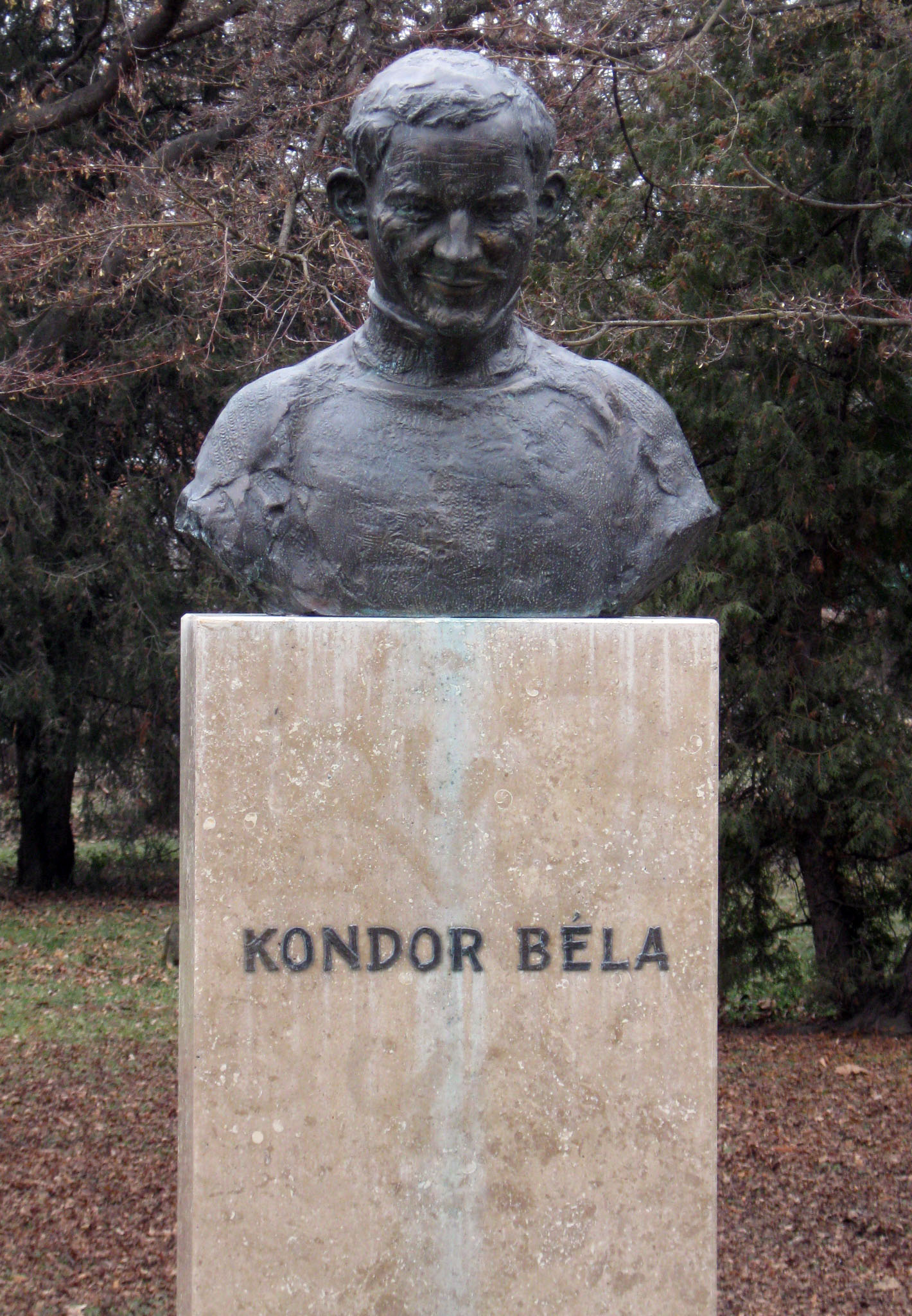
Béla Kondor mellszobra, Zsin Judit alkotása - Kossuth tér
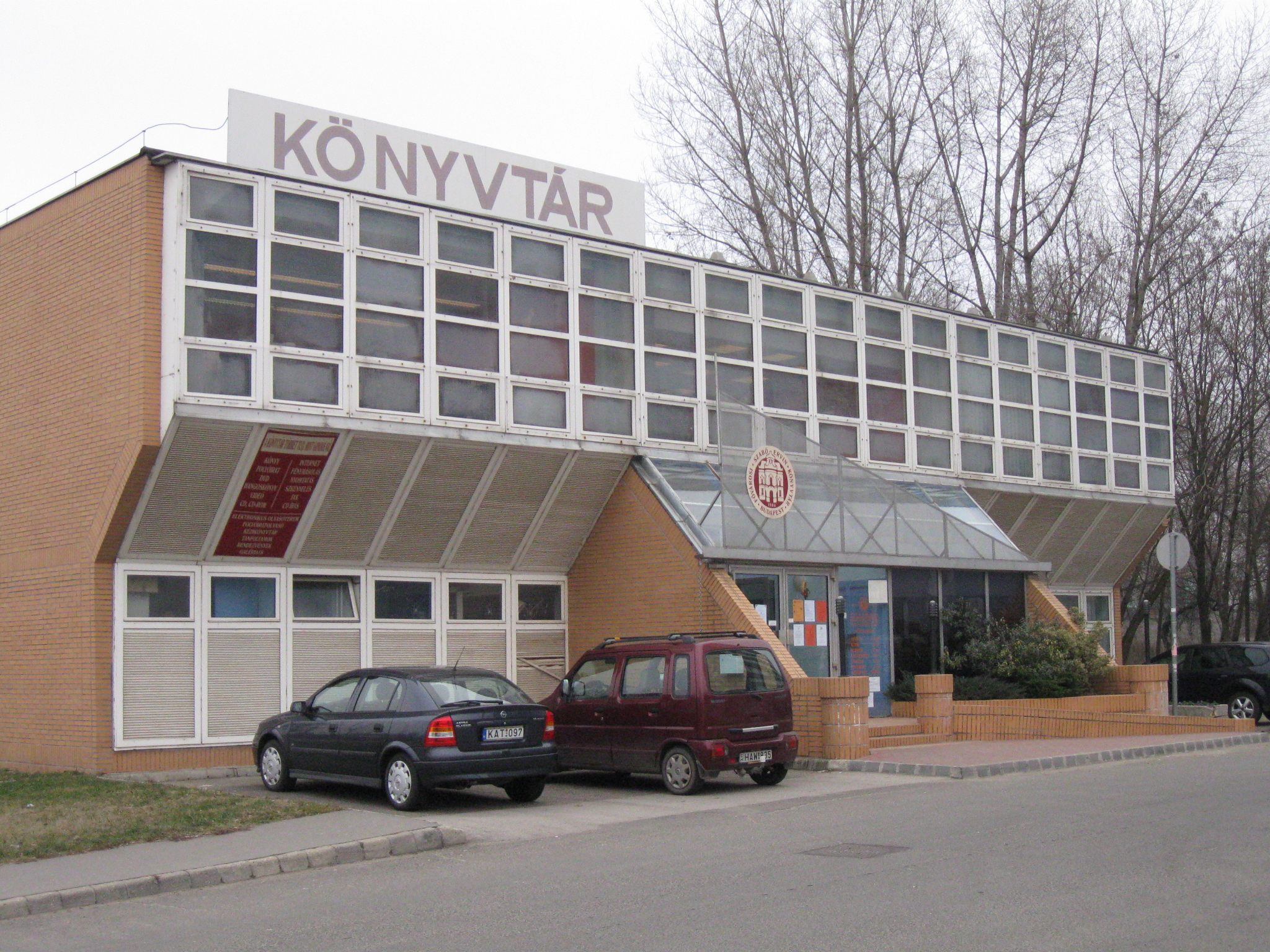
Lőrinci Nagykönyvtár, a Fővárosi Szabó Ervin Könyvtár fiókkönyvtára - Thököly út 5.
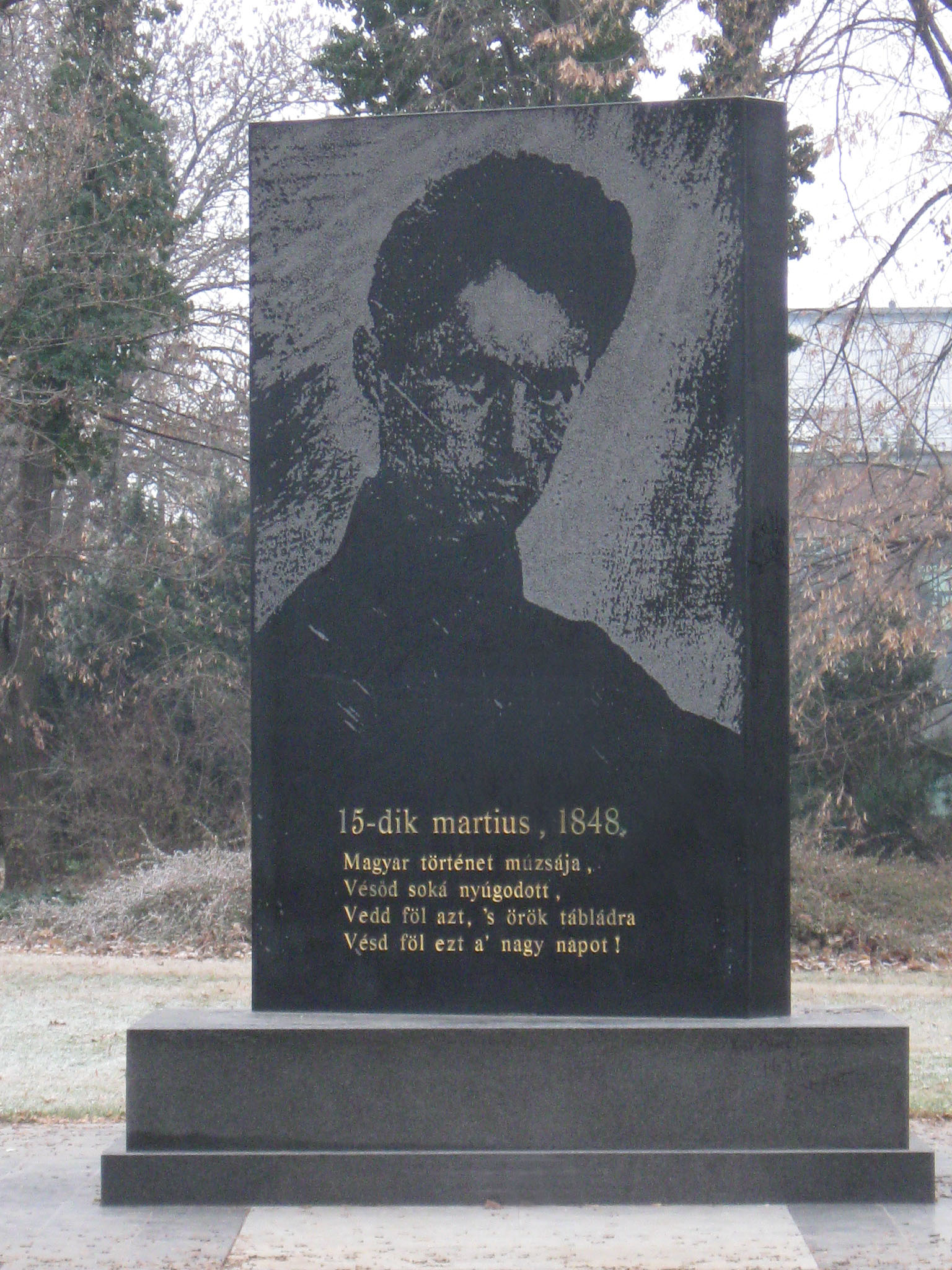
Sándor Petőfi szobor - Kossuth tér
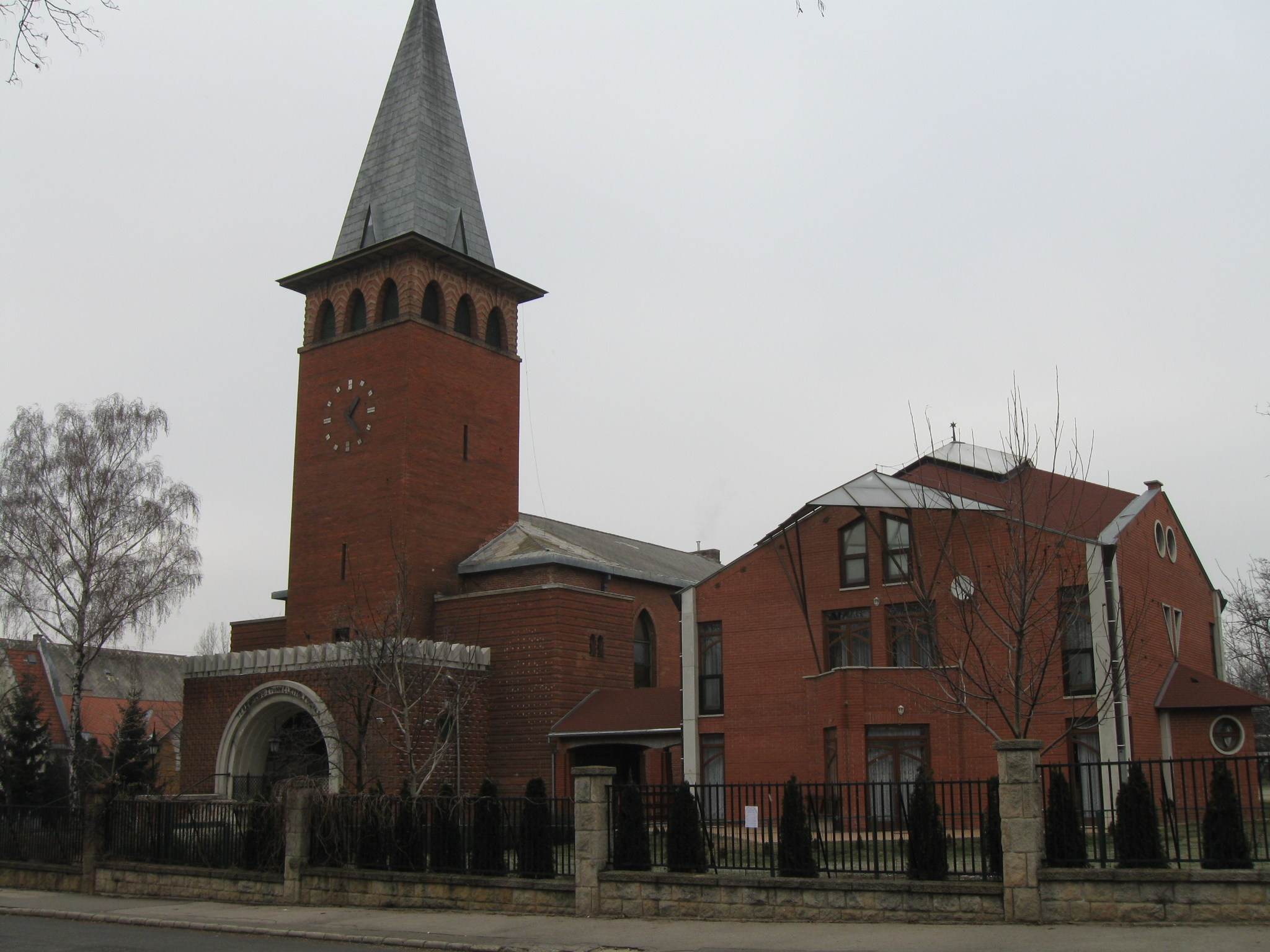
Református templom - Kossuth tér 5.
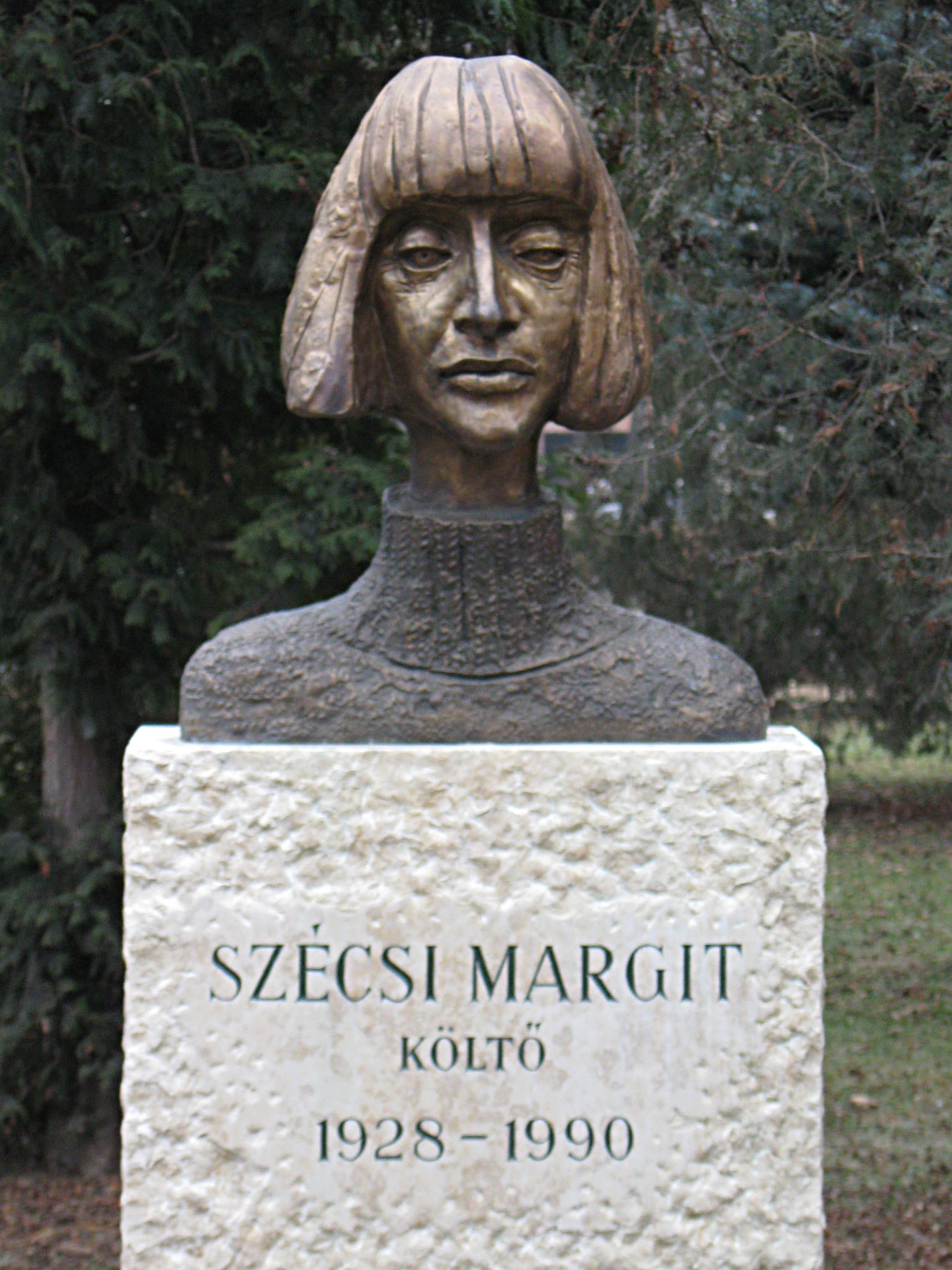
Margit Szécsi mellszobr - Kossuth tér
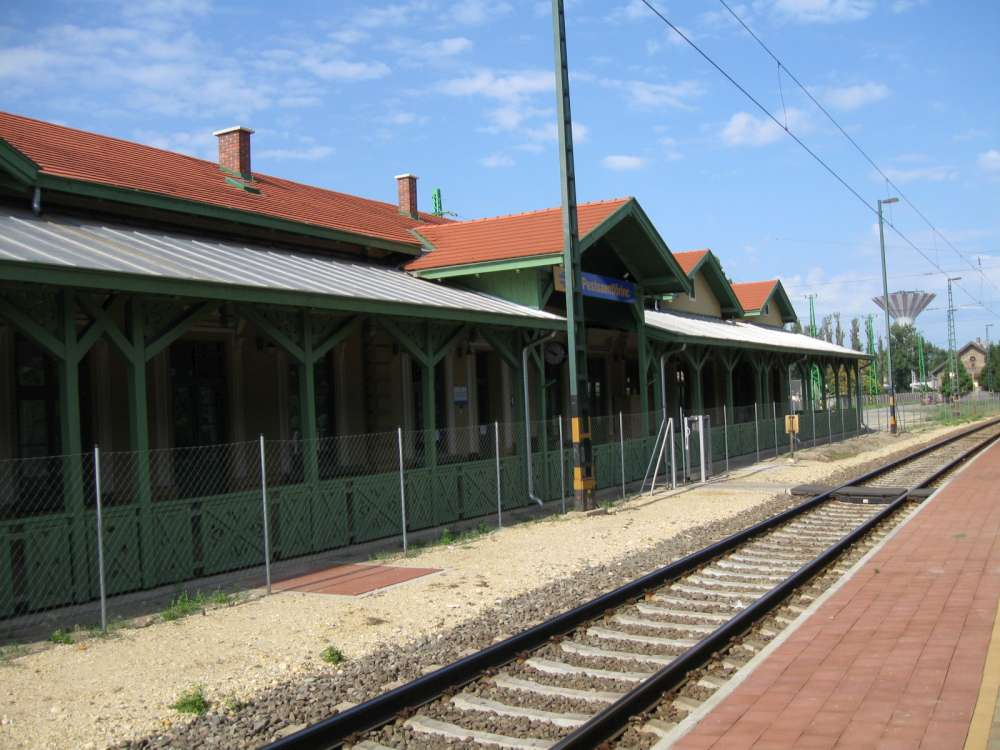
Pestszentlőrinci vasútállomás (háttérben a Lakatos utcai víztorony)
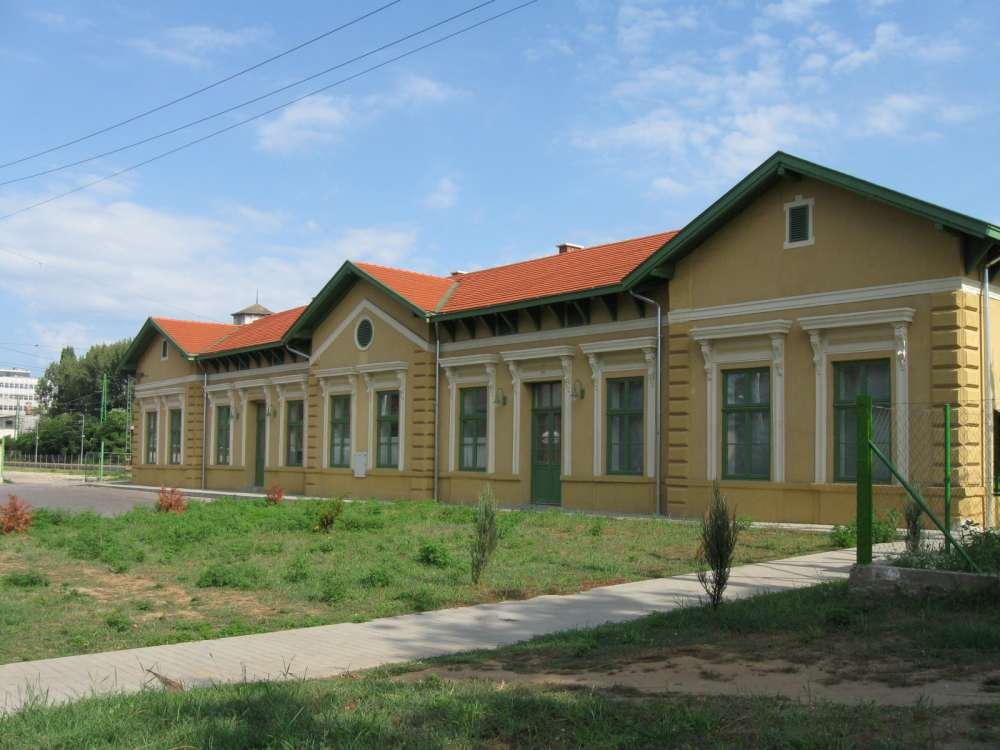
Pestszentlőrinci vasútállomás, utcai front
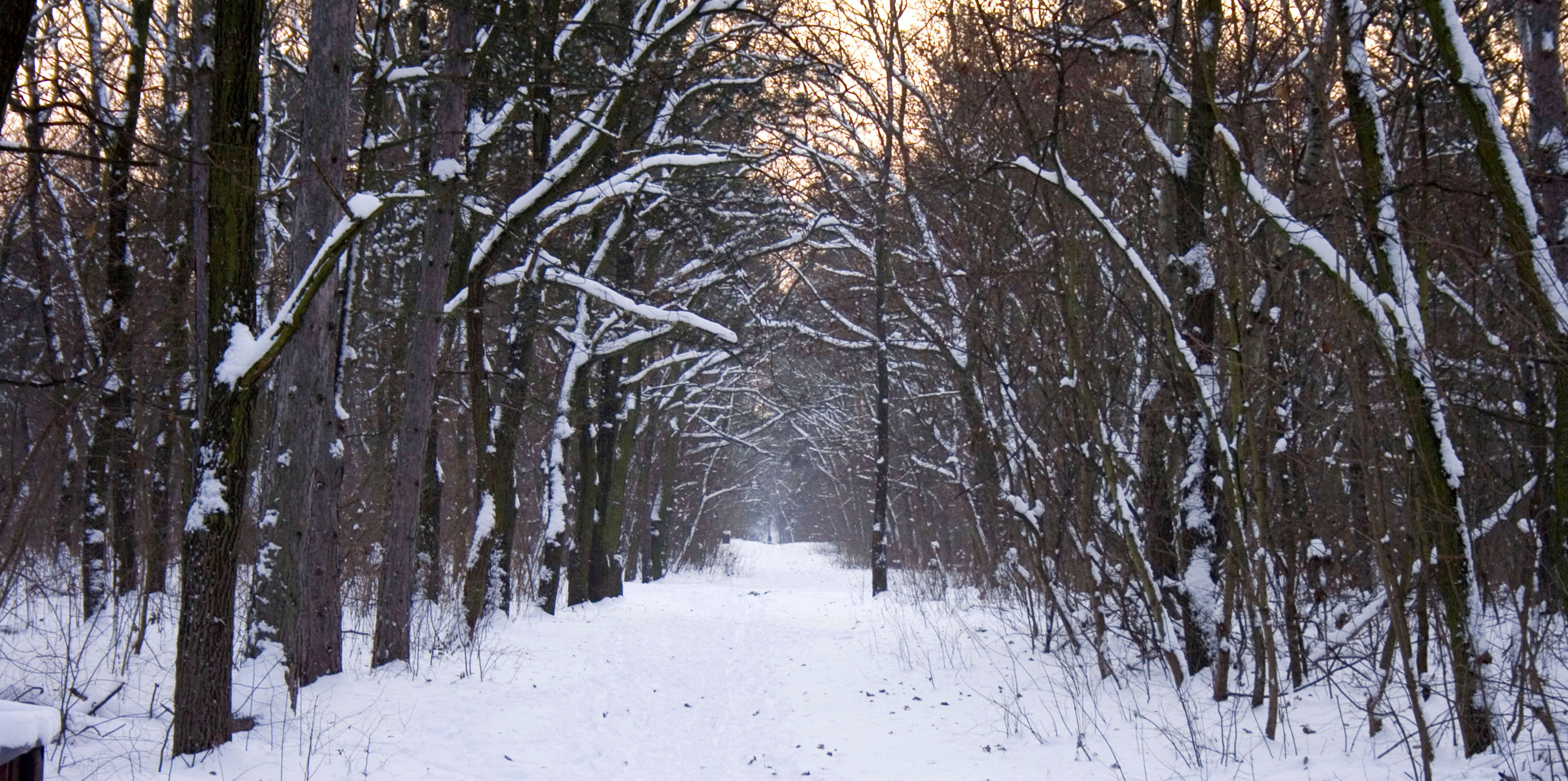
A Péterhalmi erdő télen
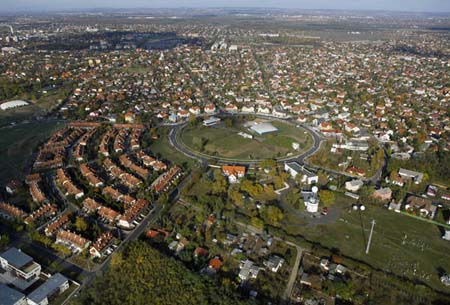
A Gilice tér
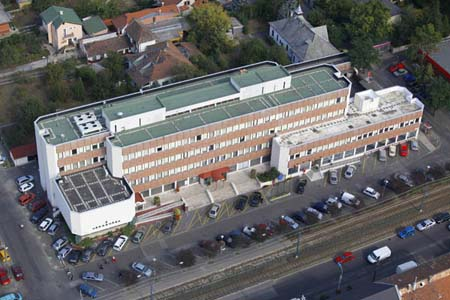
Az önkormányzat légifotója
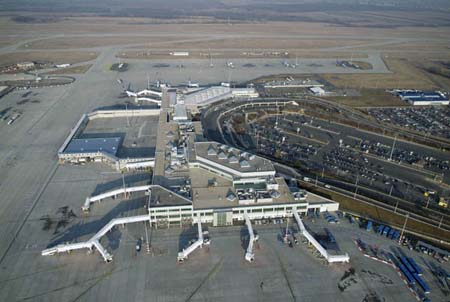
A Liszt Ferenc Repülőtér
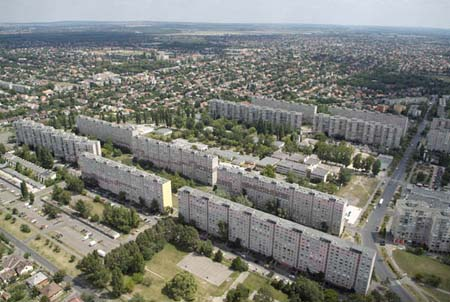
A Havanna lakótelep
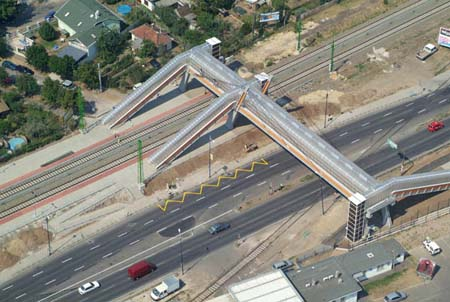
Átjáró a Ferihegyi út fölött, a ferihegyi vasútállomásnál
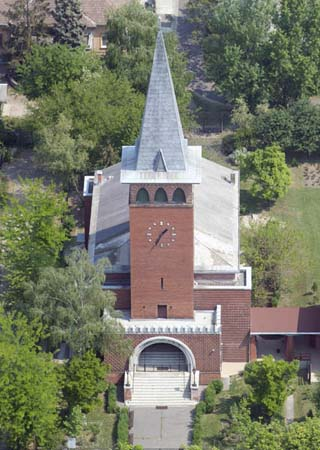
A református templom légifotója
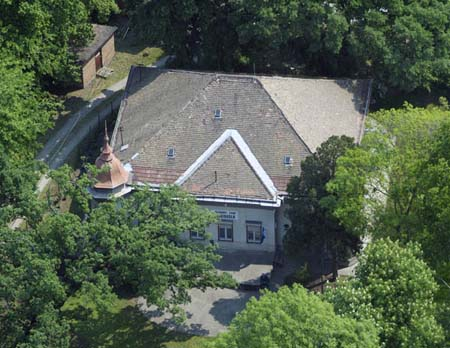
A zeneiskola madártávlatból

## Partnerschappen
- Dąbrowa Tarnowska, Polen
- Izvoru Crișului, Roemenië, Erdély
- Băile Tușnad, Roemenië, Erdély
- Roding, Duitsland
- San Nicola la Strada, Italië
- Artasjat, Armenië
- Nin, Kroatië
- Nesebar, Bulgarije
- Obzor, Bulgarije